# Campeonato Pan-Americano de Ginástica Artística de 2023
O Campeonato Pan-Americano de Ginástica Artística de 2023 foi realizado em Medellín, Colômbia, de 26 a 29 de maio de 2023. A competição foi organizada pela Federação Colombiana de Ginástica e pela Liga Antioquena de Ginástica sob a supervisão da União Pan-Americana de Ginástica, e aprovada pela Federação Internacional de Ginástica. O evento serviu como qualificação para os Jogos Pan-Americanos de 2023 em Santiago, no Chile.

## Calendário de competição
| Data                                                  | Sessão                                                    | Horário | Subdivisões                                                                                        |
| ----------------------------------------------------- | --------------------------------------------------------- | ------- | -------------------------------------------------------------------------------------------------- |
| Sexta-feira, 26 de maio                               | Qualificatória por Equipes e Finais Individuais Masculina | 10:30   | MAG: Subdivisão 1 Venezuela, Porto Rico, Cuba, Grupo Misto 1, República Dominicana, Estados Unidos |
| Sexta-feira, 26 de maio                               | Qualificatória por Equipes e Finais Individuais Masculina | 15:00   | MAG: Subdivisão 2 Colômbia, Chile, Costa Rica, Panamá, México, Grupo Misto 2                       |
| Sexta-feira, 26 de maio                               | Qualificatória por Equipes e Finais Individuais Masculina | 18:30   | MAG: Subdivisão 3 Brasil, Canadá, Peru, Equador, Jamaica, Argentina                                |
| Sábado, 27 de maio                                    | Qualificatória por Equipes e Finais Individuais Feminina  | 11:05   | WAG: Subdivisão 1 El Salvador, Brasil, Grupo Misto 1, Grupo Misto 2, Peru                          |
| Sábado, 27 de maio                                    | Qualificatória por Equipes e Finais Individuais Feminina  | 13:50   | WAG: Subdivisão 2 Venezuela, Bolívia, Chile, Grupo Misto 3, México                                 |
| Sábado, 27 de maio                                    | Qualificatória por Equipes e Finais Individuais Feminina  | 15:55   | WAG: Subdivisão 3 Colômbia, Canadá, República Dominicana, Estados Unidos, Panamá                   |
| Sábado, 27 de maio                                    | Qualificatória por Equipes e Finais Individuais Feminina  | 18:00   | WAG: Subdivisão 4 Porto Rico, Argentina, Equador, Costa Rica, Cuba                                 |
| Domingo, 28 de maio                                   | Finais por Equipes                                        | 10:30   | Final por Equipes Masculina                                                                        |
| Domingo, 28 de maio                                   | Finais por Equipes                                        | 16:05   | Final por Equipes Feminina                                                                         |
| Todos os horários listados na hora local (UTC−05:00). |                                                           |         | |

## Resumo de medalhas

### Medalhistas
| Evento              | Ouro | Prata | Bronze |
| Masculino           | Masculino | Masculino | Masculino |
| ------------------- | --- | --- | --- |
| Equipes             | Estados Unidos · Taylor Christopulos · Yul Moldauer · Curran Phillips · Donnell Whittenburg · Shane Wiskus · Khoi Young | Canadá · Félix Blacquiere · Zachary Clay · Félix Dolci · William Emard · Léandre Sauvé · Samuel Zakutney           | Brasil · Bernardo Actos · Lucas Bitencourt · Tomás Florêncio · Yuri Guimarães · Patrick Sampaio · Leonardo Souza |
| Individual geral    | Yul Moldauer (USA) | Shane Wiskus (USA)                                                                                                 | Yuri Guimarães (BRA)                                                                                             |
| Solo                | Yul Moldauer (USA) | Yuri Guimarães (BRA)                                                                                               | Shane Wiskus (USA)                                                                                               |
| Cavalo com alças    | Khoi Young (USA) | Nelson Guilbe (PRI)                                                                                                | Yul Moldauer (USA)                                                                                               |
| Argolas             | Daniel Villafañe (ARG)                                                                                                  | William Emard (CAN)                                                                                                | Alejandro de la Cruz (CUB)                                                                                       |
| Salto               | Yuri Guimarães (BRA) | Ignacio Varas (CHI)                                                                                                | Leandro Peña (DOM)                                                                                               |
| Barras paralelas    | Yul Moldauer (USA) | Shane Wiskus (USA)                                                                                                 | Dilan Jiménez (COL)                                                                                              |
| Barra fixa          | Curran Phillips (USA)                                                                                                   | Yul Moldauer (USA)                                                                                                 | Luciano Letelier (CHI)                                                                                           |
| Feminino            | | | |
| Equipes             | Estados Unidos · Addison Fatta · Madray Johnson · Nola Matthews · Zoe Miller · Joscelyn Roberson · Tiana Sumanasekera   | México · Greys Briceño · Paulina Campos · Natalia Escalera · Cassandra Loustalot · Alexa Moreno · Ahtziri Sandoval | Canadá · Jenna Lalonde · Cassie Lee · Ava Stewart · Aurélie Tran · Sydney Turner · Evandra Zlobec                |
| Individual geral    | Tiana Sumanasekera (USA)                                                                                                | Natalia Escalera (MEX)                                                                                             | Aurélie Tran (CAN)                                                                                               |
| Salto               | Alexa Moreno (MEX) | Joscelyn Roberson (USA)                                                                                            | Natalia Escalera (MEX)                                                                                           |
| Barras assimétricas | Nola Matthews (USA) | Addison Fatta (USA)                                                                                                | Natalia Escalera (MEX)                                                                                           |
| Trave               | Tiana Sumanasekera (USA)                                                                                                | Joscelyn Roberson (USA)                                                                                            | Aurélie Tran (CAN)                                                                                               |
| Solo                | Joscelyn Roberson (USA)                                                                                                 | Tiana Sumanasekera (USA)                                                                                           | Natalia Escalera (MEX)                                                                                           |

### Quadro de medalhas

#### Geral
*   país anfitrião (Colômbia)
| Pos.                | País                 | Ouro | Prata | Bronze | Total |
| ------------------- | -------------------- | ---- | ----- | ------ | ----- |
| 1                   | Estados Unidos       | 11   | 7     | 2      | 20    |
| 2                   | México               | 1    | 2     | 3      | 6     |
| 3                   | Brasil               | 1    | 1     | 2      | 4     |
| 4                   | Argentina            | 1    | 0     | 0      | 1     |
| 5                   | Canadá               | 0    | 2     | 3      | 5     |
| 6                   | Chile                | 0    | 1     | 1      | 2     |
| 7                   | Porto Rico           | 0    | 1     | 0      | 1     |
| 8                   | Colômbia             | 0    | 0     | 1      | 1     |
| 8                   | Cuba                 | 0    | 0     | 1      | 1     |
| 8                   | República Dominicana | 0    | 0     | 1      | 1     |
| Total (10 entradas) | Total (10 entradas)  | 14   | 14    | 14     | 42    |

#### Masculino
*   país anfitrião (Colômbia)
| Pos.               | País                 | Ouro | Prata | Bronze | Total |
| ------------------ | -------------------- | ---- | ----- | ------ | ----- |
| 1                  | Estados Unidos       | 6    | 3     | 2      | 11    |
| 2                  | Brasil               | 1    | 1     | 2      | 4     |
| 3                  | Argentina            | 1    | 0     | 0      | 1     |
| 4                  | Canadá               | 0    | 2     | 0      | 2     |
| 5                  | Chile                | 0    | 1     | 1      | 2     |
| 6                  | Porto Rico           | 0    | 1     | 0      | 1     |
| 7                  | Colômbia             | 0    | 0     | 1      | 1     |
| 7                  | Cuba                 | 0    | 0     | 1      | 1     |
| 7                  | República Dominicana | 0    | 0     | 1      | 1     |
| Total (9 entradas) | Total (9 entradas)   | 8    | 8     | 8      | 24    |

#### Feminino
*   país anfitrião (Colômbia)
| Pos.               | País               | Ouro | Prata | Bronze | Total |
| ------------------ | ------------------ | ---- | ----- | ------ | ----- |
| 1                  | Estados Unidos     | 5    | 4     | 0      | 9     |
| 2                  | México             | 1    | 2     | 3      | 6     |
| 3                  | Canadá             | 0    | 0     | 3      | 3     |
| Total (3 entradas) | Total (3 entradas) | 6    | 6     | 6      | 18    |

## Resultados

### Masculino

#### Individual geral
Nota: Apenas os 24 melhores
| Pos. | Ginasta                |        |        |        |        |        |        | Total  |
| ---- | ---------------------- | ------ | ------ | ------ | ------ | ------ | ------ | ------ |
| 1    | Yul Moldauer           | 14.500 | 13.367 | 13.733 | 14.433 | 14.567 | 13.600 | 84.200 |
| 2    | Shane Wiskus           | 14.200 | 12.800 | 13.667 | 14.500 | 14.100 | 13.533 | 82.800 |
| 3    | Yuri Guimarães         | 14.433 | 12.933 | 13.033 | 14.367 | 13.600 | 13.200 | 81.566 |
| 4    | Andrés Martinez Moreno | 13.300 | 12.833 | 13.033 | 13.867 | 13.000 | 12.967 | 79.000 |
| 5    | Isaac Núñez            | 13.100 | 11.967 | 12.367 | 13.833 | 13.667 | 13.367 | 78.301 |
| 6    | Joel Álvarez           | 13.067 | 11.933 | 12.933 | 13.933 | 13.067 | 13.267 | 78.200 |
| 7    | William Emard          | 14.000 | 11.200 | 13.933 | 14.300 | 13.767 | 10.667 | 77.867 |
| 8    | Andres Perez Gines     | 13.367 | 12.467 | 12.233 | 13.033 | 13.367 | 13.100 | 77.567 |
| 9    | Bernardo Actos         | 13.633 | 10.600 | 12.333 | 13.900 | 13.400 | 13.233 | 77.099 |
| 10   | Santiago Mayol         | 13.733 | 11.967 | 12.133 | 13.900 | 12.600 | 12.667 | 77.000 |
| 11   | Dilan Jiménez          | 12.667 | 11.333 | 13.100 | 14.067 | 13.867 | 11.667 | 76.701 |
| –    | Lucas Bitencourt       | 13.567 | 10.700 | 12.700 | 13.333 | 13.300 | 13.033 | 76.633 |
| 12   | Rodrigo Gómez          | 13.733 | 12.633 | 12.567 | 12.833 | 12.467 | 12.100 | 76.333 |
| 13   | Félix Dolci            | 12.433 | 10.067 | 13.667 | 14.233 | 13.733 | 12.133 | 76.266 |
| –    | Patrick Correa         | 13.800 | 9.767  | 12.867 | 14.067 | 13.033 | 12.233 | 75.767 |
| 14   | Diorges Escobar Olmo   | 13.767 | 11.300 | 12.100 | 14.000 | 11.067 | 13.400 | 75.634 |
| 15   | Julian Jato            | 13.167 | 10.500 | 12.833 | 13.600 | 12.400 | 13.000 | 75.500 |
| 16   | Audrys Nin Reyes       | 12.000 | 11.033 | 12.800 | 13.733 | 13.233 | 12.267 | 75.066 |
| 17   | Edward Alarcon         | 12.967 | 12.133 | 12.700 | 12.900 | 11.867 | 12.067 | 74.634 |
| –    | Felix Blaquiere        | 13.300 | 8.933  | 13.067 | 13.667 | 12.867 | 12.600 | 74.434 |
| –    | Maximiliano Galicia    | 12.933 | 10.233 | 12.767 | 13.800 | 13.267 | 11.433 | 74.433 |
| 18   | Jose Lopez             | 13.000 | 11.233 | 13.267 | 14.300 | 10.533 | 11.933 | 74.266 |
| 19   | Luciano Letelier       | 12.100 | 11.433 | 11.800 | 13.867 | 11.300 | 13.500 | 74.000 |
| 20   | Adickxon Trejo         | 12.667 | 11.400 | 12.200 | 13.200 | 12.767 | 11.467 | 73.701 |
| 21   | Cesar Lopez            | 12.967 | 10.133 | 12.733 | 13.800 | 12.600 | 11.300 | 73.533 |
| 22   | Edward Gonzales        | 12.333 | 11.467 | 12.767 | 13.800 | 12.400 | 9.967  | 72.734 |
| 23   | Jeordy Ramirez         | 12.300 | 10.967 | 11.567 | 12.900 | 12.500 | 12.067 | 72.301 |
| 24   | Elel Wahrmann-Baker    | 12.767 | 13.067 | 11.067 | 13.100 | 12.133 | 10.167 | 72.301 |

#### Solo
Nota: Apenas os 8 melhores
| Pos. | Ginasta              | Nota D | Nota E | Pen.  | Total  |
| ---- | -------------------- | ------ | ------ | ----- | ------ |
| 1    | Yul Moldauer         | 5.700  | 8.800  |       | 14.500 |
| 2    | Yuri Guimarães       | 5.900  | 8.533  |       | 14.433 |
| 3    | Shane Wiskus         | 5.600  | 8.600  |       | 14.200 |
| –    | Khoi Young           | 5.300  | 8.800  |       | 14.100 |
| 4    | William Emard        | 5.600  | 8.400  |       | 14.000 |
| 5    | Jorge Vega           | 5.900  | 8.067  |       | 13.967 |
| 6    | Patrick Correa       | 5.700  | 8.100  |       | 13.800 |
| 7    | Diorges Escobar Olmo | 5.900  | 8.167  | 0.300 | 13.767 |
| 8    | Rodrigo Gómez        | 5.500  | 8.233  |       | 13.733 |

#### Cavalo com alças
Nota: Apenas os 8 melhores
| Pos. | Ginasta             | Nota D | Nota E | Pen. | Total  |
| ---- | ------------------- | ------ | ------ | ---- | ------ |
| 1    | Khoi Young          | 6.200  | 8.100  |      | 14.300 |
| 2    | Nelson Guilbe       | 5.500  | 8.000  |      | 13.500 |
| 3    | Yul Moldauer        | 6.100  | 7.267  |      | 13.367 |
| 4    | Elel Wahrmann-Baker | 5.300  | 7.767  |      | 13.067 |
| 5    | Yuri Guimarães      | 5.200  | 7.733  |      | 12.933 |
| 6    | Andrés Martinez     | 4.900  | 7.933  |      | 12.833 |
| –    | Shane Wiskus        | 5.200  | 7.600  |      | 12.800 |
| 7    | Luca Alfieri        | 4.700  | 8.067  |      | 12.767 |
| –    | Taylor Christopulos | 5.100  | 7.633  |      | 12.733 |
| 8    | Rodrigo Gómez       | 4.800  | 7.833  |      | 12.633 |

#### Argolas
Nota: Apenas os 8 melhores
| Pos. | Ginasta              | Nota D | Nota E | Pen. | Total  |
| ---- | -------------------- | ------ | ------ | ---- | ------ |
| 1    | Daniel Villafañe     | 6.000  | 8.133  |      | 14.133 |
| 2    | William Emard        | 5.500  | 8.433  |      | 13.933 |
| 3    | Alejandro de la Cruz | 5.6    | 8.233  |      | 13.833 |
| 4    | Yul Moldauer         | 5.800  | 7.933  |      | 13.733 |
| 5    | Félix Dolci          | 5.400  | 8.267  |      | 13.667 |
| 6    | Shane Wiskus         | 5.500  | 8.167  |      | 13.667 |
| 7    | Kristopher Bohorquez | 5.600  | 7.967  |      | 13.567 |
| 8    | Fabián de Luna       | 5.700  | 7.800  |      | 13.500 |

#### Salto
Nota: Apenas os 8 melhores
| Pos. | Ginasta              | Salto 1 | Salto 1 | Salto 1 | Salto 1 | Salto 2 | Salto 2 | Salto 2 | Salto 2 | Total  |
| Pos. | Ginasta              | Nota D  | Nota E  | Pen.    | Pont. 1 | Nota D  | Nota E  | Pen.    | Pont. 2 | Total  |
| ---- | -------------------- | ------- | ------- | ------- | ------- | ------- | ------- | ------- | ------- | ------ |
| 1    | Yuri Guimarães       | 5.200   | 9.167   |         | 14.367  | 5.200   | 9.033   |         | 14.233  | 14.300 |
| 2    | Ignacio Varas        | 5.200   | 8.900   |         | 14.100  | 5.200   | 9.267   |         | 14.467  | 14.284 |
| 3    | Leandro Peña         | 4.800   | 9.033   |         | 13.833  | 5.200   | 8.933   | 0.100   | 14.033  | 13.933 |
| 4    | Jorge Vega           | 5.200   | 9.367   | 0.300   | 14.267  | 5.200   | 8.333   |         | 13.533  | 13.900 |
| 5    | Alejandro de la Cruz | 5.200   | 8.700   | 0.300   | 13.600  | 5.200   | 9.033   | 0.100   | 14.133  | 13.866 |
| 6    | Fabián de Luna       | 5.200   | 8.967   |         | 14.167  | 5.200   | 8.233   | 0.300   | 13.133  | 13.650 |
| 7    | Leandre Sauve        | 5.200   | 8.167   |         | 13.367  | 5.200   | 8.833   | 0.100   | 13.933  | 13.650 |
| 8    | Josué Armijo         | 4.800   | 8.833   | 0.300   | 13.333  | 4.800   | 9.200   | 0.100   | 13.900  | 13.617 |

#### Barras paralelas
Nota: Apenas os 8 melhores
| Pos. | Ginasta        | Nota D | Nota E | Pen. | Total  |
| ---- | -------------- | ------ | ------ | ---- | ------ |
| 1    | Yul Moldauer   | 6.400  | 8.167  |      | 14.567 |
| 2    | Shane Wiskus   | 6.000  | 8.100  |      | 14.100 |
| 3    | Dilan Jimenez  | 5.400  | 8.467  |      | 13.867 |
| 4    | William Emard  | 5.500  | 8.267  |      | 13.767 |
| 5    | Félix Dolci    | 5.900  | 7.833  |      | 13.733 |
| 6    | Josue Juárez   | 5.600  | 8.100  |      | 13.700 |
| 7    | Isaac Nuñez    | 5.600  | 8.067  |      | 13.667 |
| 8    | Yuri Guimarães | 5.200  | 8.400  |      | 13.600 |

#### Barra fixa
Nota: Apenas os 8 melhores
| Pos. | Ginasta              | Nota D | Nota E | Pen. | Total  |
| ---- | -------------------- | ------ | ------ | ---- | ------ |
| 1    | Curran Phillips      | 5.400  | 8.433  |      | 13.833 |
| 2    | Yul Moldauer         | 5.100  | 8.500  |      | 13.600 |
| –    | Shane Wiskus         | 5.700  | 7.833  |      | 13.533 |
| 3    | Luciano Letelier     | 5.700  | 7.800  |      | 13.500 |
| 4    | Diorges Escobar Olmo | 5.100  | 8.300  |      | 13.400 |
| 5    | Jose Escandón        | 5.100  | 8.267  |      | 13.367 |
| 6    | Isaac Nuñez          | 5.100  | 8.267  |      | 13.367 |
| 7    | Joel Álvarez         | 5.100  | 8.167  |      | 13.267 |
| 8    | Bernardo Actos       | 5.000  | 8.233  |      | 13.233 |

### Feminino

#### Equipes
| Pos. | Equipe              |        |        |        |        | Total   |
| ---- | ------------------- | ------ | ------ | ------ | ------ | ------- |
| 1    | Estados Unidos      | 41.533 | 41.067 | 40.233 | 40.867 | 163.700 |
| 1    | Tiana Sumanasekera  | 13.933 |        | 13.967 | 13.700 | 163.700 |
| 1    | Joscelyn Roberson   | 13.800 |        | 13.733 | 14.067 | 163.700 |
| 1    | Addison Fatta       | 13.500 | 13.700 |        |        | 163.700 |
| 1    | Nola Matthews       |        | 14.067 |        | 13.100 | 163.700 |
| 1    | Madray Johnson      |        | 13.300 | 12.533 |        | 163.700 |
| 2    | México              | 41.300 | 38.399 | 36.100 | 38.899 | 154.698 |
| 2    | Natalia Escalera    | 13.467 | 12.433 | 12.133 | 13.233 | 154.698 |
| 2    | Alexa Moreno        | 14.100 |        | 11.667 | 12.833 | 154.698 |
| 2    | Ahtziri Sandoval    | 13.733 | 13.033 |        |        | 154.698 |
| 2    | Cassandra Loustalot |        |        | 12.300 | 12.833 | 154.698 |
| 2    | Paulina Campos      |        | 12.933 |        |        | 154.698 |
| 3    | Canadá              | 38.666 | 38.367 | 35.866 | 38.099 | 150.998 |
| 3    | Aurélie Tran        | 13.400 | 12.967 | 11.533 | 13.133 | 150.998 |
| 3    | Sydney Turner       | 12.833 | 12.367 | 13.033 | 12.633 | 150.998 |
| 3    | Evandra Zlobec      | 12.433 |        |        | 12.333 | 150.998 |
| 3    | Jenna Lalonde       |        | 13.033 | 11.300 |        | 150.998 |
| 4    | Argentina           | 38.634 | 35.867 | 35.200 | 36.766 | 146.467 |
| 4    | Milagros Curti      | 12.767 |        | 12.133 | 12.233 | 146.467 |
| 4    | Meline Mesropian    |        | 11.367 | 10.900 | 12.400 | 146.467 |
| 4    | Nicole Iribarne     | 12.900 |        |        | 12.133 | 146.467 |
| 4    | Rocio Saucedo       |        | 12.800 | 12.167 |        | 146.467 |
| 4    | Sira Macias         | 12.967 | 11.700 |        |        | 146.467 |
| 5    | Brasil              | 38.000 | 35.667 | 36.000 | 36.567 | 146.234 |
| 5    | Carolyne Pedro      | 12.767 | 11.500 | 12.233 | 12.367 | 146.234 |
| 5    | Julia Soares        |        | 12.000 | 12.300 | 13.033 | 146.234 |
| 5    | Andreza Lima        | 12.433 | 12.167 | 11.467 |        | 146.234 |
| 5    | Christal Bezerra    | 12.800 |        |        |        | 146.234 |
| 5    | Luisa Maia          |        |        |        | 11.167 | 146.234 |
| 6    | Colômbia            | 37.601 | 33.267 | 34.200 | 36.000 | 141.068 |
| 6    | Ginna Escobar       | 12.767 | 10.300 | 11.167 | 12.000 | 141.068 |
| 6    | Yiseth Valenzuela   | 12.667 |        | 11.400 | 12.567 | 141.068 |
| 6    | Angelica Mesa       | 12.167 | 11.400 |        | 11.433 | 141.068 |
| 6    | Daira Lamadrid      |        | 11.567 | 11.633 |        | 141.068 |
| 7    | Panamá              | 36.667 | 35.334 | 33.101 | 35.833 | 140.935 |
| 7    | Karla Navas         | 13.200 | 12.567 | 10.767 | 12.067 | 140.935 |
| 7    | Hillary Heron       | 12.267 | 11.800 | 11.867 | 12.333 | 140.935 |
| 7    | Lucia Paulino       | 11.200 |        | 10.467 | 11.433 | 140.935 |
| 7    | Valentina Brostella |        | 10.967 |        |        | 140.935 |
| 8    | Porto Rico          | 33.634 | 35.434 | 32.333 | 34.600 | 136.001 |
| 8    | Natalia Delgado     | 11.300 |        | 11.167 | 11.633 | 136.001 |
| 8    | Stella Diaz         | 11.067 | 12.067 | 10.933 |        | 136.001 |
| 8    | Katyna Alicea       | 11.267 | 10.400 |        | 11.300 | 136.001 |
| 8    | Ainhoa Herrero      |        |        | 10.233 | 11.667 | 136.001 |
| 8    | Sydney Barros       | 14.000 |        |        |        | 136.001 |

#### Individual geral
Nota: Apenas as 24 melhores
| Pos. | Ginasta            |        |        |        |        | Total  |
| ---- | ------------------ | ------ | ------ | ------ | ------ | ------ |
| 1    | Tiana Sumanasekera | 13.933 | 12.633 | 13.767 | 13.567 | 53.900 |
| 2    | Natalia Escalera   | 13.433 | 13.600 | 13.033 | 13.200 | 53.266 |
| 3    | Aurélie Tran       | 13.100 | 13.567 | 13.167 | 13.033 | 52.867 |
| 4    | Nola Matthews      | 12.900 | 14.000 | 12.700 | 12.667 | 52.267 |
| 5    | Alexa Moreno       | 14.167 | 12.300 | 12.233 | 12.900 | 51.600 |
| 6    | Carolyne Pedro     | 12.600 | 13.033 | 12.467 | 12.467 | 50.567 |
| 7    | Julia Soares       | 12.533 | 12.633 | 12.433 | 12.900 | 50.499 |
| 8    | Sydney Barros      | 12.900 | 12.900 | 11.967 | 12.467 | 50.234 |
| 9    | Sydney Turner      | 12.867 | 13.167 | 11.367 | 12.767 | 50.168 |
| –    | Jenna Lalonde      | 12.800 | 12.100 | 12.533 | 12.333 | 49.766 |
| 10   | Olivia Kelly       | 12.867 | 11.867 | 12.267 | 12.467 | 49.468 |
| 11   | Karla Navas        | 13.200 | 13.000 | 11.533 | 11.633 | 49.366 |
| 12   | Ginna Escobar      | 12.700 | 12.633 | 11.600 | 12.400 | 49.333 |
| 13   | Meline Mesropian   | 12.733 | 13.133 | 9.900  | 13.000 | 48.766 |
| 14   | Alais Perea        | 12.667 | 12.267 | 11.667 | 12.067 | 48.668 |
| –    | Andreza Lima       | 12.100 | 12.267 | 12.133 | 11.967 | 48.467 |
| 15   | Lynnzee Brown      | 13.067 | 11.633 | 11.767 | 11.633 | 48.100 |
| 16   | Makarena Pinto     | 12.867 | 11.400 | 11.033 | 12.400 | 47.700 |
| 17   | Nicole Iribarne    | 12.767 | 12.567 | 10.300 | 11.900 | 47.534 |
| 18   | Yiseth Valenzuela  | 12.867 | 11.133 | 10.967 | 12.400 | 47.367 |
| 19   | Franchesca Santi   | 13.133 | 10.833 | 11.200 | 12.067 | 47.233 |
| 20   | Lana Herrera       | 12.600 | 11.600 | 11.300 | 11.467 | 46.967 |
| 21   | Ana Karina Mendez  | 10.867 | 11.867 | 12.067 | 12.000 | 46.901 |
| 22   | Stella Diaz        | 12.667 | 12.100 | 11.167 | 10.867 | 46.801 |
| 23   | Yamilet Peña       | 12.567 | 11.733 | 10.100 | 12.367 | 46.767 |
| 24   | Anya Pilgrim       | 12.633 | 11.200 | 11.033 | 11.667 | 46.533 |

#### Salto
Nota: Apenas as 8 melhores
| Pos. | Ginasta           | Salto 1 | Salto 1 | Salto 1 | Salto 1 | Salto 2 | Salto 2 | Salto 2 | Salto 2 | Total  |
| Pos. | Ginasta           | Nota D  | Nota E  | Pen.    | Pont. 1 | Nota D  | Nota E  | Pen.    | Pont. 2 | Total  |
| ---- | ----------------- | ------- | ------- | ------- | ------- | ------- | ------- | ------- | ------- | ------ |
| 1    | Alexa Moreno      | 5.400   | 8.767   |         | 14.167  | 4.400   | 8.833   |         | 13.233  | 13.700 |
| 2    | Joscelyn Roberson | 5.200   | 8.533   |         | 13.733  | 5.000   | 8.433   |         | 13.433  | 13.583 |
| 3    | Natalia Escalera  | 4.600   | 8.833   |         | 13.433  | 4.400   | 8.800   |         | 13.200  | 13.316 |
| –    | Ahtziri Sandoval  | 5.200   | 8.300   | 0.100   | 13.400  | 4.600   | 8.600   |         | 13.200  | 13.300 |
| 4    | Addison Fatta     | 5.000   | 8.500   |         | 13.500  | 4.400   | 8.300   |         | 12.700  | 13.100 |
| 5    | Franchesca Santi  | 5.000   | 8.233   | 0.100   | 13.133  | 4.400   | 8.333   |         | 12.733  | 12.933 |
| 6    | Makarena Pinto    | 4.600   | 8.267   |         | 12.867  | 4.400   | 8.067   |         | 12.467  | 12.667 |
| 7    | Yiseth Valenzuela | 4.200   | 8.667   |         | 12.867  | 3.800   | 8.300   |         | 12.100  | 12.483 |
| 8    | Angelica Mesa     | 4.200   | 8.200   |         | 12.400  | 3.400   | 8.000   |         | 11.400  | 11.900 |

#### Barras assimétricas
Nota: Apenas as 8 melhores
| Pos. | Ginasta          | Nota D | Nota E | Pen. | Total  |
| ---- | ---------------- | ------ | ------ | ---- | ------ |
| 1    | Nola Matthews    | 5.500  | 8.500  |      | 14.000 |
| 2    | Addison Fatta    | 5.400  | 8.267  |      | 13.667 |
| 3    | Natalia Escalera | 5.900  | 7.700  |      | 13.600 |
| 4    | Aurélie Tran     | 5.300  | 8.267  |      | 13.567 |
| 5    | Paulina Campos   | 5.500  | 8.000  |      | 13.500 |
| –    | Ahtziri Sandoval | 5.600  | 7.900  |      | 13.500 |
| 6    | Sydney Turner    | 5.000  | 8.167  |      | 13.167 |
| 7    | Meline Mesropian | 4.800  | 8.333  |      | 13.133 |
| –    | Madray Johnson   | 5.000  | 8.133  |      | 13.133 |
| 8    | Sira Macias      | 5.000  | 8.033  |      | 13.033 |

#### Trave
Nota: Apenas as 8 melhores
| Pos. | Ginasta             | Nota D | Nota E | Pen.  | Total  |
| ---- | ------------------- | ------ | ------ | ----- | ------ |
| 1    | Tiana Sumanasekera  | 5.800  | 7.967  |       | 13.767 |
| 2    | Joscelyn Roberson   | 5.800  | 7.467  |       | 13.267 |
| 3    | Aurélie Tran        | 5.300  | 7.867  |       | 13.167 |
| 4    | Cassandra Loustalot | 5.100  | 8.033  |       | 13.133 |
| 5    | Cassie Lee          | 5.600  | 7.533  |       | 13.133 |
| 6    | Natalia Escalera    | 5.200  | 7.833  |       | 13.033 |
| –    | Madray Johnson      | 5.200  | 7.633  |       | 12.833 |
| –    | Nola Matthews       | 5.100  | 7.600  |       | 12.700 |
| –    | Jenna Lalonde       | 4.900  | 7.633  |       | 12.533 |
| 7    | Carolyne Pedro      | 5.000  | 7.467  |       | 12.467 |
| 8    | Julia Soares        | 5.200  | 7.333  | 0.100 | 12.433 |

#### Solo
Nota: Apenas as 8 melhores
| Pos. | Ginasta             | Nota D | Nota E | Pen.  | Total  |
| ---- | ------------------- | ------ | ------ | ----- | ------ |
| 1    | Joscelyn Roberson   | 6.100  | 8.000  |       | 14.100 |
| 2    | Tiana Sumanasekera  | 5.300  | 8.267  |       | 13.567 |
| 3    | Natalia Escalera    | 5.200  | 8.100  | 0.100 | 13.200 |
| 4    | Aurélie Tran        | 4.700  | 8.333  |       | 13.033 |
| 5    | Cassandra Loustalot | 4.900  | 8.100  |       | 13.000 |
| 6    | Meline Mesropian    | 5.000  | 8.000  |       | 13.000 |
| 7    | Evandra Zlobec      | 4.700  | 8.267  |       | 12.967 |
| 8    | Julia Soares        | 5.300  | 7.800  | 0.200 | 12.900 |

## Nações participantes
- Argentina
- Aruba
- Barbados
- Bolívia
- Brasil
- Canadá
- Chile
- Colômbia
- Costa Rica
- Cuba
- El Salvador
- Equador
- Estados Unidos
- Guatemala
- Haiti
- Ilhas Caimã
- Jamaica
- México
- Panamá
- Peru
- Porto Rico
- República Dominicana
- Trinidad e Tobago
- Uruguai
- Venezuela

## Qualificação para o Campeonato Mundial
As duas melhores equipes masculinas e femininas ainda não classificadas conseguiram vagas para o Campeonato Mundial de Ginástica Artística de 2023 em Antuérpia, Bélgica. No masculino, as equipes da Colômbia e do Canadá classificaram uma equipe completa. Além disso, Isaac Nuñez (México), Joel Alvarez (Chile), Andres Perez (Porto Rico), Santiago Mayol (Argentina), Rodrigo Gómez (México) e Diorges Escobar Olmo (Cuba) ganharam vagas individuais. No feminino, México e Argentina classificaram uma equipe completa. Além disso, Sydney Barros (Porto Rico), Olivia Mafes-Kelly (Barbados), Karla Navas (Panamá), Ginna Escobar (Colômbia), Alais Perea (Equador), Lynnzee Brown (Haiti), Makarena Pinto (Chile), Yiseth Valenzuela (Colômbia), Franchesca Santi (Chile), Lana Herrera (Panamá) e Ana Karina Mendez (Peru) ganharam vagas individuais.